# Данілейченко Сергій Павлович
Сергі́й Па́влович Даніле́йченко (нар. 25 грудня 1990, Вербовець, Черкаська область — пом. 16 лютого 2019, Кримське, Луганська область) — старший солдат Збройних сил України, учасник російсько-української війни.

## Життєпис
Народився 1990 року в селі Вербовець (Катеринопільський район, Черкаська область). 1992 року він залишився без батька, який трагічно передчасно загинув. 2003 року померла мама, виховувався бабусею, коли вона тяжко захворіла, сам за нею доглядав. 2006 року бабуся померла, жив у старенькій бабусиній хатині, що перейшла Сергію у спадок. Після закінчення 9-річної Вербовецької школи навчався у Тальянківському державному аграрному коледжі, напрям — експлуатація та ремонт машин і обладнання агропромислового виробництва; 2010 року здобув спеціальність механіка.
26 травня 2015 року призваний на строкову військову службу, згодом підписав контракт. Старший солдат, старший механік-водій 1-ї роти 8-го батальйону (також вказують 108-й батальйон) 10-ї бригади. Брав участь у звільненні Катеринівки та Новоолександрівки.
16 лютого 2019 року загинув перед опівніччю від кульового поранення в голову в бою поблизу села Кримське (Новоайдарський район), під час ведення вогню у відповідь. Того вечора противник з 22:50 розпочав другий за добу обстріл Кримського — з боку окупованих Сокольників, із застосуванням мінометів, озброєння БМП, РПГ, ВКК й стрілецької зброї.
20 лютого 2019 року похований у селі Вербовець, в останню дорогу проводжало близько тисячі людей, також духовий оркестр. Шляхом до кладовища люди скандували: «Герою України Сергію слава!»
Без Сергія лишилися старший брат (теж брав участь у боях) та дві сестри.

## Нагороди та вшанування
- 7 квітня 2020 року Указом Президента України № 131/2020, за самовіддане служіння Українському народові, особисту мужність, виявлену у захисті державного суверенітету та територіальної цілісності України, нагороджений орденом «За мужність» III ступеня (посмертно)[4];
- 12 березня 2018 року нагороджений нагрудним знаком «За зразкову службу» (за оборону та добросовісне виконання службових наказів при звільненні сіл Катеринівка та Новоолександрівка Луганської області);
- нагрудний знак і медаль за службу в АТО.